# متغايرة الحراشف
متغايرة الحراشف (الاسم العلمي: Heterostraci) (من اليونانية القديمة:hṓteros= ἕτερος = «مختلف» + óstrakon = ὄστρακον =«عضم، حراشف») وهي تحت طائفة منقرضة من فقاريات درعيات الجناح اللافكية التي تعيش في البيئات البحرية ومصبات الأنهار. ظهرت متغايرة الحراشف الأولى خلال السلوري المبكر، وانقرضت مع بداية الديفوني المتأخر.